# Tour Adria
Tour Adria (auch bekannt als Tour Technip und Tour T3) ist der Name eines Wolkenkratzers im Pariser Vorort Courbevoie in der Bürostadt La Défense. Mit dem Bau wurde im Mai 1999 begonnen. Bei seiner Fertigstellung im Dezember 2002 war der 155 Meter hohe Büroturm der Zehnthöchste im Geschäftsviertel La Défense. Das Gebäude verfügt über 40 oberirdische Etagen und über eine Fläche von etwa 54.000 Quadratmetern. Entworfen wurde der Wolkenkratzer von den Architekten Michel Andrault, Nicolas Ayoub und Conceptua. Hauptmieter der Tour Adria war der französische Technip-Konzern, später die Abspaltung TechnipFMC (sowie CWT France).
Seit Herbst 2021 wird das Hochhaus umfassend renoviert und um 12 Meter bzw. 3 Etagen aufgestockt. Die Fertigstellung der Arbeiten ist für 2025 vorgesehen. Nach dem Umbau soll das Hochhaus Tour Hopen heißen. Die Fertigstellung verzögerte sich, da am 27. Februar 2023 bei einem Sturm ein Baukran in 170 Metern Höhe in der Mitte umknickte.
Der Büroturm ist mit der Métrostation La Défense und dem Bahnhof La Défense an den öffentlichen Nahverkehr im Großraum Paris angebunden.

## Galerie

Tour Hopen im Umbau im Januar 2025